# Henri d’Orléans (1933–2019)

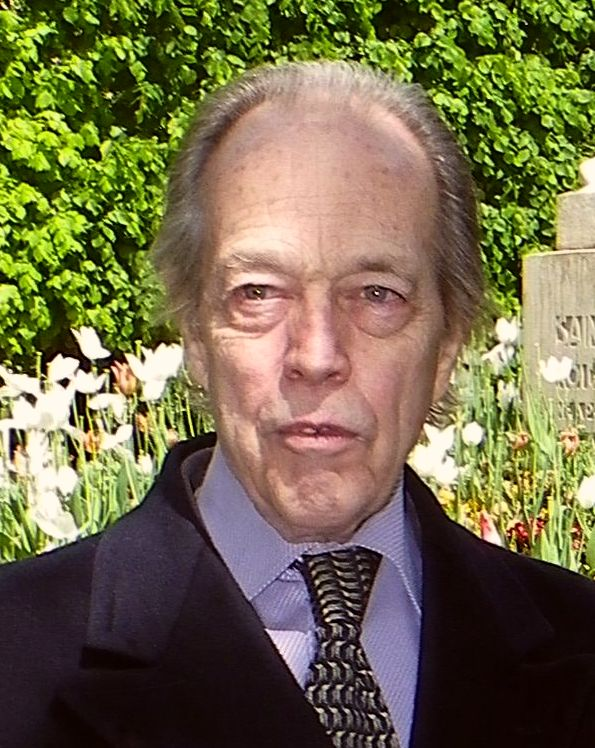
Henri d’Orléans (2014)

Henri Philippe Pierre Marie d’Orléans (Henri VII., * 14. Juni 1933 in Woluwe-Saint-Pierre, Belgien; † 21. Januar 2019 in Paris) war nach dem Tod seines Vaters im Jahr 1999 Chef des Hauses Orléans und dessen Prätendent auf den französischen Thron. Als solcher beanspruchte er die Titel Comte de Paris und Duc de France. Die Verfechter seines Thronanspruchs, die Orléanisten, standen im Gegensatz zu den Legitimisten, deren Thronprätendent Louis Alphonse de Bourbon ist.

## Biografie
Henri war das zweite von elf Kindern von Henri d’Orléans und Isabelle d’Orléans-Bragance. Das Haus Orléans war von 1886 bis 1950 durch Gesetz aus Frankreich exiliert; erst 1950 konnte die Familie daher in die Republik zurückkehren und ihr Erbe wieder in Besitz nehmen.
Nach eigenen Aussagen folgte er dem Willen seines Vaters und des Generals Charles de Gaulle, als er am 5. Juli 1957, im Alter von 24 Jahren, Marie Therese von Württemberg ehelichte, fünftes Kind aus der Ehe von Philipp Albrecht Herzog von Württemberg und Rosa von Österreich. Diese Verbindung sollte Frankreich und Deutschland einander näherbringen. Der jüngere Bruder von Marie Therese, Carl Herzog von Württemberg, heiratete 1960 die jüngere Schwester von Henri, Diane Herzogin von Württemberg.
Nachdem Henri d’Orléans jahrelang von seiner Frau getrennt gelebt hatte, ließ er sich 1984 ohne Zustimmung seines Vaters scheiden und ging am 31. Oktober 1984 eine zweite, außerkirchliche Ehe mit Micaela Cousiño Quinones de Leon ein. Sein Vater, für Monarchisten der Comte de Paris (Graf von Paris), sprach ihm daraufhin den Titel des Comte de Clermont ab, verlieh ihm den rangniedrigeren Titel des Comte de Mortain. Im Jahr 1987 gab er Henris Sohn Jean den Titel Duc de Vendôme und präsentierte ihn als Nachfolger. Diese Entscheidung machte er einige Jahre später rückgängig. Henri d’Orléans erlangte seine alten Rechte zurück, seiner zweiten Frau wurde der Titel Fürstin von Joinville verliehen. Der jeweilige Chef des Hauses Orléans führt traditionsgemäß die Titel Graf von Paris, Herzog von Frankreich, und sein hausgesetzmäßiger Nachfolger den Titel Dauphin de France. Nach dem Tod seines Vaters 1999 nahm er daher den Titel Graf von Paris an. Es handelt sich dabei um privatrechtlich benutzte Erstgeburtstitel nach dem historischen Hausgesetz des vormals regierenden französischen Königshauses der Kapetinger, die von heutigen französischen Gerichten als reine Höflichkeitstitel bezeichnet, jedoch als solche auch verwendet werden, und ebenso von Politik und Presse.
Als Henri d’Orléans seinen spanischen Vetter Louis Alphonse de Bourbon (siehe dort) 1988/89 vor französischen Gerichten verklagte, um ihm zu untersagen, das Lilienwappen der Bourbonen ohne den Turnierkragen einer nachgeordneten Linie zu führen, da ultraroyale Anhänger (Legitimisten) seit 1883 den jeweiligen Linienältesten der spanischen Bourbonen, der im Mannesstamm auch der Senior-Capet ist, als rechtmäßigen Thronprätendenten auch für Frankreich anerkennen, erklärten nacheinander zwei Instanzen, für den dahinter liegenden dynastischen Streit um die Thronfolge bzw. Seniorität im Hause Frankreich nicht zuständig zu sein und dass alle Linien der Bourbonen dieses Wappen führen dürften. Henri d’Orléans zweifelte allerdings unter Hinweis auf zwei historische Seitensprünge auch die dynastische Legitimität der spanischen Bourbonen an.
Als Graf von Paris war Henri d’Orléans Ehrenpräsident der von seinem Vater 1974 gegründeten Familienstiftung, der Fondation Saint-Louis, in der die wichtigsten Familiengüter gebündelt sind; dazu gehören das als Familienmuseum genutzte Schloss Amboise, die Stammburg Bourbon-l’Archambault und der Wohnsitz Schloss Dreux mit der Grabkapelle der Orléans.
An der Trauerfeier am 2. Februar 2019 in der königlichen Kapelle von Dreux nahmen zahlreiche europäische Adelige teil. Unter den Trauergästen waren Sophia von Spanien, Farah Diba, Fürst Albert II. von Monaco, Kronprinz Moulay Hassan von Marokko und Paul von Habsburg.

## Nachkommen
Aus der am 5. Juli 1957 in Dreux, Eure-et-Loir, geschlossenen Ehe mit Marie Therese Herzogin von Württemberg gingen fünf Kinder hervor:
1. Marie Isabelle Marguerite Anne Geneviève (* 1959), ⚭ 1989 mit Gundakar Prinz von und zu Liechtenstein (* 1949)
2. François Henri Louis Marie (* 1961; † 2017)
3. Blanche Elisabeth Rose Marie (* 1962)
4. Jean Charles Pierre Marie (* 1965), ⚭ 2009 mit Philomena de Tornos
5. Eudes Thibaut Joseph Marie (* 1968), ⚭ 1999 mit Marie Liesse de Rohan-Chabot

## Ehrungen und Auszeichnungen
- Croix du combattant
- Croix de la Valeur militaire (1959)
- Orden Danilos I. für die Unabhängigkeit (2005)
- Chevalier de la Légion d’honneur (2009)